# Memorial Davide Fardelli
El Memorial Davide Fardelli era una sèrie de curses ciclistes d'un sol dia en format contrarellotge individual que es disputava anualment a la població italiana de Rogno, a la Llombardia. Es corrien tot de curses tant en categoria masculina com femenina, i per professionals, juvenils i alevins.

## Palmarès masculí
| Any  | Vencedor         | Segon             | Tercer            |
| ---- | ---------------- | ----------------- | ----------------- |
| 2005 | Volodímir Diúdia | Dario Benenati    | Andrea Giuponni   |
| 2006 | Alan Marangoni   | Luca Barla        | Francesco Tomei   |
| 2007 | Luca Dodi        | Enrico Peruffo    | Angelo Pagani     |
| 2008 | Marcel Kittel    | Alan Marangoni    | Adriano Malori    |
| 2009 | Manuele Boaro    | Mateo Mammini     | Alessandro Stocco |
| 2010 | Luke Durbridge   | Eugen Wacker      | Marcel Kittel     |
| 2011 | Anton Vorobiov   | Gianluca Leonardi | Luke Durbridge    |
| 2012 | Rohan Dennis     | Damien Howson     | Anton Vorobiov    |

## Palmarès femení
| Any  | Vencedora           | Segona             | Tercera           |
| ---- | ------------------- | ------------------ | ----------------- |
| 2005 | Edita Pucinskaite   | Ombretta Ugolini   | Rebecca Bertolo   |
| 2006 | Svetlana Bubnenkova | Natàlia Boiàrskaia | Anna Zugno        |
| 2007 | Karin Thürig        | Sara Carrigan      | Alison Powers     |
| 2008 | Karin Thürig        | Vicki Whitelaw     | Susanne Ljungskog |
| 2009 | Karin Thürig        | Amber Neben        | Vicki Whitelaw    |
| 2010 | Amber Neben         | Vicki Whitelaw     | Noemi Cantele     |
| 2011 | Judith Arndt        | Emma Pooley        | Amber Neben       |
| 2012 | Edwige Pitel        | Martina Ritter     | Pascale Schnider  |